# HCM Constanta
HCM Constanţa er en rumænsk håndboldklub, der spiller i Liga Naţională. Klubben blev etableret i 2002. Deres hjemmebane hedder Sala Sporturilor og har plads til 1.500 tilskuere.

## Sportslige meritter
- Rumænsk mester (5): 2004, 2006, 2007, 2009 og 2010
- Rumænsk pokalmester (1): 2006

## Bemærkelsesværdige tidligere spillere
- Valentin Marian Ghionea
- Laurenţiu Toma
- Nikolaos Riganas
- Alexandru Stamate
- Schuch István Timuzsin
- Gheorghe Irimescu
- Alexandru Viorel Șimicu
- Daniel Cristian Mureșan
- Mihai Cătălin Popescu
- Aleksandar Adžić
- Miroslav Simić
- Ognjen Kajganić
- Miodrag Kažić
- Dalibor Čutura
- Milutin Dragićević
- Damir Doborac
- Duško Milinović
- Uroš Vuković
- Tomislav Brož

## Bemærkelsesværdige tidligere trænere
- Zoran Kurteš
- Jovica Cvetković